# 涅馬區
57°31′N 50°29′E / 57.517°N 50.483°E
涅馬區（俄语：Немский район），是俄羅斯的一個區，位於該國西部，由基洛夫州負責管轄，面積2,174平方公里，2010年該地區人口7,983，人口密度每平方公里3.67人。